# Côte de George V
La côte de George V (en anglais : George V Coast) est une partie de la côte de l'Antarctique située entre le Point Alden à 148°2′E et cap Hudson à 153°45′E.
Elle a été explorée par l'expédition antarctique australasienne (1911–1914)  de Douglas Mawson et nommée en l'honneur de George V.
L'intérieur des terres porte le nom de terre de George V.
Le glacier Mertz siège dans cette zone.